# IC 5118
IC 5118 ist eine Spiralgalaxie vom Hubble-Typ Sbc im Sternbild Indianer am Südsternhimmel. Sie ist schätzungsweise 353 Millionen Lichtjahre von der Milchstraße entfernt und hat einen Durchmesser von etwa 120.000 Lichtjahren.
Das Objekt wurde am 28. September 1900 von DeLisle Stewart entdeckt.